# ダニエル・ガルシア・カリージョ
ダニ・ガルシア（Dani García）こと、ダニエル・ガルシア・カリージョ（Daniel García Carrillo、1990年5月24日 - ）は、スペイン・スマラガ出身のプロサッカー選手。オリンピアコスFC所属。ポジションは、ミッドフィールダー。

## 経歴
レアル・ソシエダの下部組織出身。ソシエダ退団後に加入したアリカンテCFのBチームでプロデビュー。
2011年6月、ヘタフェCFのBチームと契約を結んだ。
2012年7月、レアル・ソシエダに復帰したが、すぐに3部のSDエイバルにレンタル移籍。エイバルでは主力を担いチームの昇格プレーオフ進出と2部昇格に貢献した。この活躍が評価され、シーズン終了後にレンタル延長が発表された。2013–14シーズン終了後、完全移籍に移行。2015年11月、クラブとの契約を2018年まで延長した。
2018年6月3日、エイバルとの契約満了後にアスレティック・クラブに加入する事を発表。契約解除金は7000万ユーロに設定された。
2024年7月5日、オリンピアコスFCに移籍した。